# Фридрих I Гозекский
Фридрих I фон Гозек (нем. Friedrich I. von Goseck; ок. 980 — ок. 1042) — граф Гозека и Мерзебурга, граф в Хассегау, с 1038 года пфальцграф Саксонии.
Родился примерно в 980 году. Точное происхождение не выяснено. Возможно — младший сын пфальцграфа Саксонии Бурхарда I (ум. ок. 1017) и его жены Оды (Мерзебургской?). 
В 1041 году основал Гозекский монастырь.
Жена — Агнесса Веймарская, дочь Вильгельма II Большого, графа Веймарского. Дети:
- Адальберт фон Гозек (ум. 16 марта 1072), архиепископ Бремена с 1045.
- Дедо (погиб в битве 5 мая 1056), пфальцграф Саксонии, граф в Хассегау с 1042.
- Фридрих II (ум. 27 мая 1088), пфальцграф Саксонии с 1056.
- Ода (Уда) (ум. 1088), муж — Адальберт фон Зоммершенбург.